# Astra BM 21
Les camions Astra BM 19/20/21 sont des camions-dumper de chantier, construits par le constructeur italien Astra SpA, à partir de 1970.

## 1resérieAstra BM 19/20/21
Après avoir mis au point les petits dumpers qui ont fait la fortune des entreprises de travaux publics avec les modèles BM 1 et BM 2, en 1962, Mario Bertuzzi lance des modèles plus puissants et de plus grande capacité avec la gamme BM 12 et BM 16. Le succès remporté avec ces deux modèles l'incite à poursuivre avec des modèles 6x4 et 6x6 qu'il baptise BM 19, 20 et 21.
La gamme comprend les modèles BM 19 et 21, des unités 6x4 et le BM 20 une unité 6x6, composées, comme le veut la tradition de la marque, d'un châssis ultra résistant, très rigide, capable de supporter une charge deux fois supérieure à son homologation.
- L'Astra BM 19 est le premier de cette nouvelle série[1]. Ses caractéristiques sont légèrement différentes des deux autres car il était spécialement destiné au transport de béton prêt à l'emploi et devait évoluer dans un cadre règlementaire très strict en Italie à son lancement. Il repose sur un châssis cabine destiné à recevoir une bétonnière limitée à 7 m3 pour le transport du béton frais. Très souvent en Italie, ce camion était également muni d'une pompe à béton.

- L'Astra BM 21 est la version que l'on pourrait définir comme actualisée de la série en version 6x4. Il a bénéficié du choix opéré par l'armée de terre italienne d'adopter le modèle Astra BM 19 mais en exigeant des adaptations spécifiques pour un usage militaire. Ce un camion-dumper de chantier pouvant circuler sur route, selon la définition du constructeur, a reçu la dernière version du moteur Fiat de 14 L, d'une boîte de vitesses performante avec des rapports légèrement différents pour les déplacements sur chantier. Comme toujours chez Astra, on privilégie la robustesse de l'engin et sa capacité de transport d'où la demi-cabine sur tous les véhicules[2].

- L'Astra BM 20 est la version 6x6 du BM 21 pouvant recevoir une bétonnière, comme le BM 19 ou une benne chantier Astra, type BM 21 ou d'un autre constructeur.

### Variante avec moteur Mercedes-Benz
Les véhicules Astra étaient d'abord destinés à être utilisés par les entreprises italiennes de travaux publics pour les travaux lourds et hors route, comme les carrières ou la construction de tunnels. La série BM 19/20/21 était disponible avec un moteur diesel italien Fiat type 8210 de 260 ch et, pour répondre aux demandes des marchés d'exportation et accroître ses ventes en Allemagne et en Autriche, Astra a proposé une variante des BM 20 et 21 avec le moteur Mercedes-Benz OM 355 développant 265 ch SAE. Sur les modèles suivants, on retrouvera cette variante avec l'ajout de la lettre F pour les moteurs Fiat et M pour Mercedes-Benz.

## Astra BM 20 MT militaire
L'armée italienne a testé le modèle BM 19 dès sa sortie sur le marché. Les résultats ont été très positifs ce qui a incité l'état-major à commander une version adaptée pour une utilisation militaire légèrement différente. Quelques dimensions ont été revues et le moteur est remplacé par la dernière version du fameux Fiat 8210, sa variante .02 de 260 ch DIN et son couple élevé de 1 000 N m à seulement 900 tr/min. La cabine est de conception totalement nouvelle pour Astra qui, ne montait sur ses modèles que des demi-cabines pour le seul conducteur, a dû concevoir une cabine complète pour accueillir le conducteur et un passager. Le modèle sera baptisé BM 20 MT.

## 2esérieBM 21E
Après l'adoption en juin 1976 du nouveau code de la route italien qui autorise le poste de conduite à gauche et augmente la charge à l'essieu de 10 à 12 t, Astra commercialise immédiatement une version actualisée du BM 21 avec une cabine plus spacieuse et placée à gauche. L'Italie ne fera désormais plus exception dans ce domaine mais imposera un rapport puissance/poids de 8 ch/t, soit pour le train routier italien de 44 t, un moteur développant un minimum de 352 ch DIN.
La seconde série de la gamme civile, réduite à l'unique version BM 21E, respecte ces préconisations et est livrée uniquement dotée d'un moteur Fiat. Son PTC est porté à 33,5 t.
Note : en France, le PTC d'un 6x4 est toujours limité à 26 t.